# Bergues-sur-Sambre
Bergues-sur-Sambre là một xã ở tỉnh Aisne, vùng Hauts-de-France thuộc miền bắc nước Pháp.